# 中埣村
中埣村（なかぞねむら）は、昭和29年（1954年）まで宮城県遠田郡北西部にあった村。
現在の美里町中埣・荻埣・中高城・南高城・成田・平針・南牧ノ目にあたる。

## 地理
- 河川：江合川

## 沿革
- 明治22年（1889年）4月1日 - 町村制施行にともない、中埣村・荻埣村・中高城村・南高城村・成田村・平針村・南牧目村の計7か村が合併して新制の中埣村が発足。
- 昭和29年（1954年）4月1日 - 小牛田町・不動堂町・北浦村と合併し、新制の小牛田町となる。

## 行政

### 歴代村長
| 代      | 氏名       | 就任                       | 退任                       | 備考 |
| ------- | ---------- | -------------------------- | -------------------------- | ---- |
| 1 - 2   | 沼津惣之丞 | 明治22年（1889年）4月24日  | 明治30年（1897年）4月23日  |      |
| 3 - 4   | 鈴木大之進 | 明治30年（1897年）4月26日  | 明治36年（1903年）2月23日  |      |
| 5 - 6   | 沼津惣之丞 | 明治36年（1903年）3月6日   | 明治37年（1904年）2月25日  | 再任 |
| 7       | 鈴木大之進 | 明治37年（1904年）3月5日   | 明治39年（1906年）3月13日  | 再任 |
| 8 - 9   | 今野良助   | 明治39年（1906年）3月22日  | 明治43年（1910年）10月24日 |      |
| 10      | 尾形善之進 | 明治43年（1910年）11月10日 | 大正2年（1923年）3月31日   |      |
| 11 - 12 | 今野良助   | 大正2年（1923年）5月21日   | 大正10年（1921年）5月20日  |      |
| 13 - 15 | 戸部耕治郎 | 大正10年（1921年）1月11日  | 昭和5年（1930年）6月23日   |      |
| 16 - 17 | 飯野文五郎 | 昭和5年（1930年）6月28日   | 昭和13年（1938年）7月16日  |      |
| 18 - 19 | 瀬戸一郎   | 昭和13年（1938年）9月1日   | 昭和20年（1945年）1月20日  |      |
| 20 - 21 | 村松哲治   | 昭和20年（1945年）1月24日  | 昭和21年（1946年）12月26日 |      |
| 22      | 蘆田鋭太郎 | 昭和22年（1947年）4月6日   | 昭和24年（1949年）1月16日  |      |
| 23      | 赤間援     | 昭和24年（1949年）2月23日  | 昭和27年（1952年）3月31日  |      |
| 24      | 斎藤亮任   | 昭和27年（1952年）5月12日  | 昭和29年（1954年）3月31日  |      |